# WASP-121b

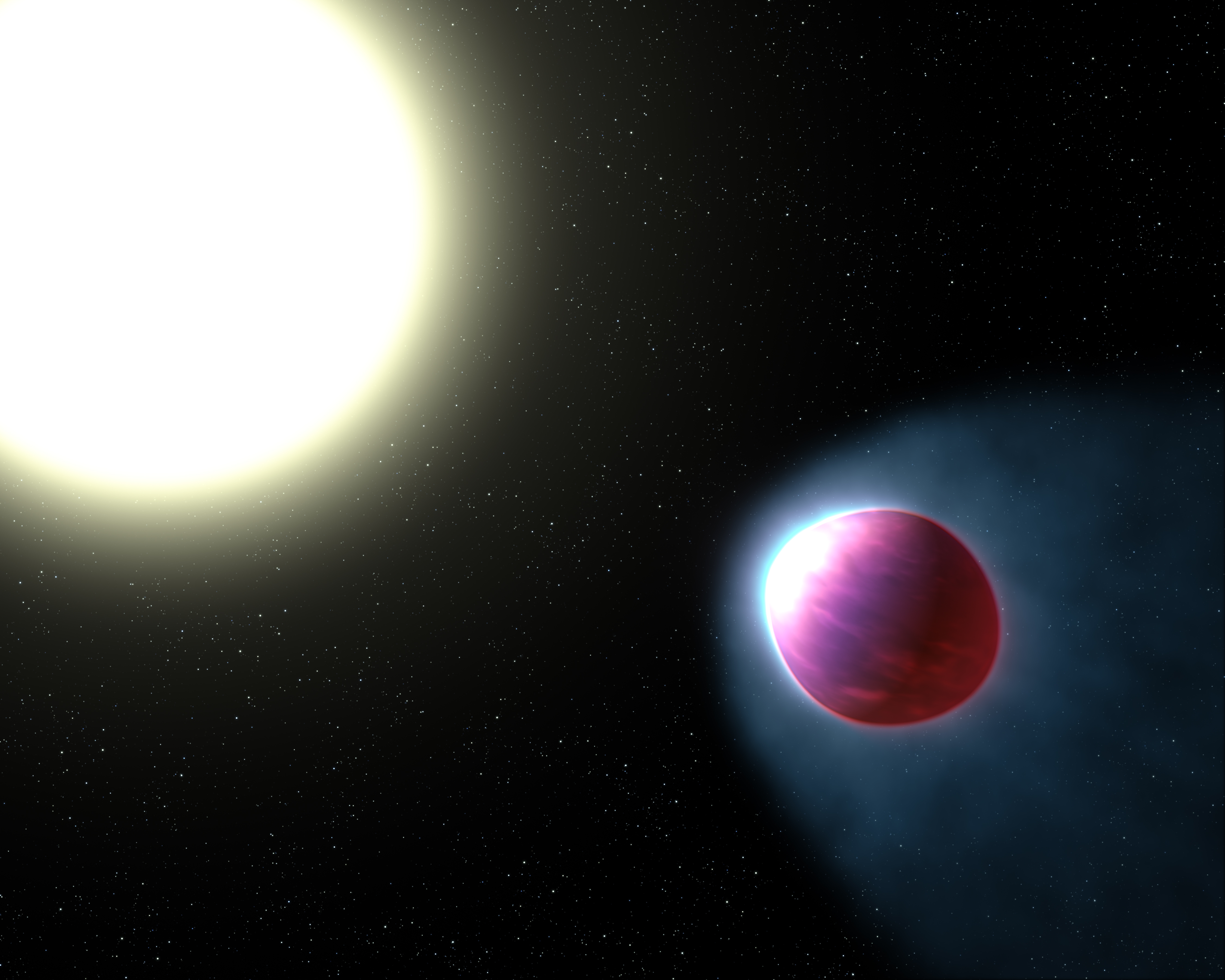

WASP-121-B는 항성 WASP-121을 돌고 있는 외계 행성이다. 목성형 행성에 속하며 보통의 뜨거운 목성보다 온도가 더욱 뜨거운 초고온목성에 속하는 행성이다.

## 특징
WASP-121 B는 우주의 항성 중에 하나인 WASP-121을 공전하는 극외 행성이다. WASP-121b는 극외 행성 성층권(즉, 고도가 높아질수록 온도가 상승하는 대기층)에서 물을 함유하고 있는 것으로 발견된 최초의 외부 행성이다. WASP-121b는 인형 별자리에 있으며 지구에서는 약 850광년 떨어져 있다. 이 행성은 보통의 뜨거운 목성보다 더욱 온도가 높은 2500°~3000°의 매우 뜨거운 초고온목성이기 때문에 일반적인 뜨거운 목성이 가지고 있는 수증기를 모항성을 바라보는 뜨거운 쪽에선 가지고 있지가 않다. 이는 모항성을 바라보는 행성의 뜨거운 쪽에선 수증기가 산소와 수소로 분리되어 버리기 때문이다. 모항성을 바라보지 않는 비교적 차가운 지점엔 수증기가 존재하지만 제트기류를 타고 모항성을 바라보는 뜨거운 쪽으로 흐르면서 수증기가 수소와 산소로 분리되기 때문에 행성엔 수증기가 존재하지 않는 것으로 보인다. 모항성과의 거리는 고작 3,200000km으로 매우 가까워 행성은 자전을 하지 않는다. WASP-121 B는 질량이 목성의 1.18배, 반지름은 목성의 약 1.81배인 "초고온목성"인 외행성이다. 엑소플라넷의 궤도는 1.27일마다 주계열사인 WASP-121을 돈다. 2019년에 Helard 등의 작품에서는 HST/STIS를 이용한 핫주피터 전이의 Love number 측정 가능성에 대해 논의하였다. 이후에 발표된 잠정적 측정에서의{\displaystyle h_{2}=1.4\pm 0.8}{\displaystyle h_{2}=1.4\pm 0.8} WASP-121 B는 동일한 저작물로 출판되었다. 행성의 궤도는 별의 적도면에 8.1° 기울어져 있다. 2015년의 스펙트럼을 통한 조사에서는 섭씨 2500 °C(4,530 °F), 뜨거운 성층권 흡수 대역을 물 분자에 대한 것으로 보고 티타늄()II) 산화물(TiO) 및 바나듐(banadium)은II) 산화물(VO)[1] 중성철도 중성크롬, 바나듐과 함께 2020년에 WASP-121 B의 성층권에서 검출됐다. 티타늄의 검출 클레임(II) 산화물(TiO) 및 바나듐(banadium)은II) 산화물(VO)은 2018년과 2020년에 각각 반증되었다. 집계된 스펙트럼 데이터의 재분석은 2020년 6월에 발표되었다. 중성마그네슘, 칼슘, 바나듐, 크롬, 철, 니켈 등이 이온화된 나트륨의 원자와 함께 검출됐다. 이용 가능한 데이터의 낮은 품질은 물을 포함한 모든 분자 종에 대한 확실한 식별을 방해한다. 대기는 화학적 평형을 크게 벗어나서 빠져나갈 가능성이 있는 것으로 보인다. 로슈엽 너머의 강한 대기 흐름은 대기 손실이 진행 중임을 나타내는 것으로 2020년 말에 확인되었다. 2021년에 행성 대기는 약간 더 파랗고 덜 흡수되는 것으로 나타났는데, 이것은 행성 기상 패턴을 나타내는 것일 수도 있다. 2021년의 중반까지 행성의 대기 중에 철, 칼슘, 크롬, 바나듐, 칼슘의 이온이 존재한다는 것이 확인되었다.

## 같이 보기
- 천문학
- 목성형 행성
- 뜨거운 목성
- 초고온목성